# IC 4155
IC 4155 је појединачна звијезда у сазвјежђу Ловачки пси која се налази на листи објеката дубоког неба у Индекс каталогу.
Деклинација објекта је + 40° 0' 54" а ректасцензија 13h 4m 8,9s.